# Stejeriș (okręg Kluż)
Stejeriș (węg. Kercsed) – wieś w Rumunii, w okręgu Kluż, w gminie Moldovenești. W 2011 roku liczyła 174 mieszkańców.